# Bertrand de Bar-sur-Aube
Bertrand de Bar-sur-Aube war ein französischer Dichter des 13. Jahrhunderts. Er stammte aus der Champagne (Bar-sur-Aube) und schrieb in Altfranzösischer Sprache. Über sein Leben ist nichts weiter bekannt.
Bertrand gilt als Autor des Chanson de geste Girart de Vienne (wahrscheinlich entstanden zwischen 1190 und 1224). Umstritten ist, ob er auch Aimeri de Narbonne (wahrscheinlich entstanden zwischen 1205 und 1225) geschrieben hat.
Im Girart de Vienne nennt der Autor sich selbst einen Kleriker („clerc“). Im gleichen Text unterteilt er die Chansons de geste in drei Zyklen: den Königszyklus um Karl den Großen, den Aufrührerzyklus um verschiedene Erhebungen gegen den König sowie den Wilhelmzyklus um den Königstreuen Wilhelm von Orange (Wilhelm von Aquitanien).